# José Arribas
José Arribas (* 16. Januar 1921 in Bilbao, Spanien; † 28. September 1989 in Frankreich) war ein Fußballtrainer, der praktisch seine gesamte Karriere über im französischen Fußball aktiv war, kurzzeitig auch als Nationaltrainer. Sein Name ist insbesondere mit dem sportlichen Aufstieg des FC Nantes seit den 1960er Jahren verbunden.

## Der Fußballspieler
Arribas kam als 14- oder 15-jähriger und offenbar ohne seine Eltern kurz vor Ausbruch des Spanischen Bürgerkrieges aus dem Baskenland nach Nantes, nachdem sich die Hafenbehörden in Bordeaux und La Rochelle geweigert hatten, den Flüchtlingsdampfer festmachen zu lassen.
Seine ersten sportlichen Schritte in der neuen Heimat vollbrachte er bei kleinen Klubs, u. a. in Saint-Jean-d’Angély und von 1948 bis 1952 bei dem heutigen Erstligisten Union Sportive du Mans, der seinerzeit aber lediglich im Amateurbereich antrat.

## Der Trainer

### Im Verein
Ab 1952 arbeitete José Arribas als Spielertrainer, zunächst bei der US Servannaise-Malouine und einem Klub aus Noyen-sur-Sarthe, zwei Amateurligisten. Bei letzterem führte er nach der Weltmeisterschaft 1958 das von Brasilien zur Perfektion gebrachte 4-2-4-System ein – zu einer Zeit, in der in Frankreich noch das WM-System bevorzugt wurde. Bei Noyen fand er zwar nicht unbedingt die geeigneten Spieler vor, das Beispiel zeigt aber seine Offenheit für Neuerungen. Daneben verdiente er sich seinen Lebensunterhalt als Betreiber eines Cafés.
1960 holte der Zweitdivisionär FC Nantes Arribas, und hier fand er eine junge, talentierte Mannschaft vor, mit der er seine Vorstellungen vom „schönen Fußball“ umsetzen und weiterentwickeln konnte. Arribas hat diese Ideen in drei Wörtern zusammengefasst: „Schnelligkeit, Technik, Spielintelligenz“; heute eine Selbstverständlichkeit im Spitzenfußball, sollten seine Spieler permanent in Bewegung sein und dadurch jederzeit und in jedem Bereich des Spielfeldes ein zahlenmäßiges Übergewicht gewinnen. Als sein Vorbild nannte er Bill Shankly, den Manager des FC Liverpool. In den folgenden 16 Jahren an den Seitenlinie des Stade Marcel-Saupin perfektionierte der Trainer dies, was bis heute als jeu à la nantaise (Nantaiser Spielweise, mit Betonung auf Spiel) berühmt ist – und er zeigte, dass Ansehnlichkeit und Erfolg kein Widerspruch sein müssen.
1963 gelang ihm mit den Canaris (so wird der FC Nantes aufgrund seiner gelben Spielkleidung genannt) der Aufstieg in die Division 1, die der Klub seither nicht mehr verlassen musste, und nur zwei Jahre später wurde er zum ersten Mal Französischer Meister. Die Zeitschrift Football 65 schrieb seinerzeit: „Arribas hat die Elf von Nantes nach seinem Bild geschaffen – ein Bild gegenseitiger Loyalität und Unterstützung, der Liebe zum Angriffsfußball, zum schönen Spiel und der Bescheidenheit im Erfolg, den Waffen, die es dem Klub ermöglichten, aus dem Schatten an die Spitze des französischen Fußballs zu treten.“
Ein Jahr später verteidigte der FC Nantes den Titel, 1967 wurde er Vizemeister hinter der AS Saint-Étienne: die Ära der „Gelben“ und der „Grünen“ (les Verts ist der Beiname Saint-Étiennes), die bis etwa 1980 gemeinsam die französische Liga dominierten, hatte begonnen. Im Pokal waren die „Kanarienvögel“ nicht ganz so erfolgreich: 1966, 1970 und 1973 standen sie im Endspiel – das sie aber jedes Mal als Verlierer verließen. 1973 gelang Arribas mit dem FCN aber der dritte Gewinn der Ligameisterschaft, und das mit fünf Punkten Vorsprung auf den Zweiten, OGC Nizza. Er stand auch in insgesamt 20 Partien auf europäischer Ebene – je acht im Europapokal der Landesmeister und im UEFA-Pokal, vier im Pokalsiegerwettbewerb 1970/71 – an der Seitenlinie; dabei war allerdings spätestens das Achtelfinale Endstation.
José Arribas hat in Nantes zwei Generationen von Spielern geformt, von denen viele später ihrerseits als Trainer arbeiteten und die Prägung, die sie selbst erfahren hatten, an die Jüngeren weitergaben – häufig beim FC Nantes selbst, der frühzeitig für seine ausgezeichnete Nachwuchsförderung gerühmt wurde. In den 1960ern gehörten dazu unter anderem Jean-Claude Suaudeau, Philippe Gondet, Jacky Simon, Ramón Muller, Gabriel De Michèle und Robert Budzynski zum Kern der Erfolgstruppe. In den 1970ern kamen mit Henri Michel, Jean-Paul Bertrand-Demanes, Maxime Bossis, dem deutschen Torjäger Erich Maas, der hier von 1970 bis 1975 spielte und traf, und Oscar Muller, dem Sohn Ramón Mullers, weitere dazu. Auch Arribas' eigener Sohn Claude spielte ab 1969 in der ersten Mannschaft, ebenso mit Roger Lemerre ein weiterer späterer Trainer.
Als der Verein dem Trainer 1976 nach einer durchwachsenen Saison („nur“ Platz vier in der ersten Division) lediglich eine einjährige Vertragsverlängerung anbot, wechselte dieser zu Olympique Marseille. Dort sprang allerdings ein Mittelfeldrang heraus, dieweil Nantes unter Arribas' langjährigem Nachfolger Jean Vincent seine vierte Meisterschaft holte.
José Arribas, der in Marseille wenige Spieltage vor Saisonende entlassen wurde, ging zur Saison 1977/78 zu Lille OSC. Bei diesem Verein, der gerade in die Division 2 abgestiegen war und den deshalb etliche Stammspieler verlassen hatten, formte er noch einmal eine neue Mannschaft aus jungen Kickern, und am Ende dieser Spielzeit war seine Mannschaft Zweitligameister und kehrte ins fußballerische Oberhaus zurück. 1978/79 gelang dem Aufsteiger ein sechster Platz im Abschlussklassement; in den folgenden Jahren schloss Lille im Tabellenmittelfeld ab. 1983 traf er im Pokalhalbfinale mit dem LOSC auf den FC Nantes, dem sich sein Team mit 0:1 und 1:1 beugen musste. Im Sommer dieses Jahres beendete Arribas, der bereits seit längerem von einer schweren Krankheit gezeichnet war, seine Arbeit als Trainer. Seine Canaris beschäftigten ihn anschließend in der Nachwuchssichtung und -rekrutierung.
Arribas verstarb in seinem 69. Lebensjahr. Das Ausbildungs- und Trainingszentrum des FC Nantes, la Jonelière in La Chapelle-sur-Erdre, trägt heute den Namen Centre Sportif José Arribas.

### In der Nationalmannschaft
Nach der für die Équipe tricolore enttäuschend verlaufenen Weltmeisterschaft in England entließ der französische Fußballverband den Nationaltrainer Henri Guérin. In der Nachfolgefrage wurde er nicht sofort fündig und bat daraufhin im Spätsommer 1966 die beiden erfolgreichsten Vereinstrainer, Jean Snella aus Saint-Étienne (bereits bei der WM 1958 Ko-Trainer von Albert Batteux) und José Arribas, für eine Übergangszeit diesen Posten zu übernehmen. Von beiden ist bekannt, dass sie sich lieber auf ihren Verein konzentriert hätten, aber sie ließen sich letztlich beide in die Pflicht nehmen. Von September 1966 bis zum Jahreswechsel 1966/67 war Arribas so auch Nationalcoach; in vier Länderspielen, davon drei Qualifikationsmatches für die Europameisterschaft 1968, war seine und Snellas Bilanz mit zwei Siegen und zwei Niederlagen ausgeglichen. Ihr Nachfolger wurde Just Fontaine, der nach nur zwei Begegnungen von Louis Dugauguez abgelöst wurde.

### Stationen
- Union Sportive Saint-Servan-Saint-Malo (1952–1954)
- Noyen-sur-Sarthe (1954–1960)
- FC Nantes (1960–1976)
- Französische A-Nationalmannschaft (September bis November 1966, interim; gemeinsam mit Jean Snella)
- Olympique de Marseille (1976/77)
- Lille Olympique SC (1977–1983)

## Palmarès
- Französischer Meister: 1965, 1966, 1973 (und Vizemeister 1967, 1974)
- Französischer Pokalsieger: Fehlanzeige (aber Finalist 1966, 1970, 1973)
- Zweitligameister: 1978 (mit Lille)